# یاس‌های کوچک
یاس‌های کوچک یک مجموعه تلویزیونی محصول سال ۱۳۷۹ به کارگردانی حمید بهمنی،  می‌باشد که از برنامه کودک و نوجوان شبکه پخش شد.

## بازیگران
- آذر سلیمی
- اسرافیل علمداری
- افشین نخعی
- پیام مهرنوش
- توران قادری
- جهانبخش سلطانی
- حسین فرضی‌زاده
- سیروس صابر
- ماشاالله شاهمرادی‌زاده
- مهناز سرمدی
- میترا تبریزی

محمد سعید آقایی